# アイアン・クラウン
アイアン・クラウン (SS Iron Crown)はオーストラリアの鉄鉱石運搬船。
「アイアン・クラウン」はウィリアムズタウン工廠 (Williamstown Dockyard) でオーストラリア連邦船舶委員会 (Australian Commonwealth Shipping Board) 向けに建造された。1922年1月27日、「ユーロア (Euroa)」として進水。1923年12月に「アイアン・クラウン」と改名。イギリス船籍でシドニーを母港とした。
1942年6月4日、ホワイアラからニューカッスルへ向かっていた「アイアン・クラウン」はガボ島の南南西71 km (44 mi)の地点で日本の潜水艦「伊27」の雷撃を受け沈没した。43名の乗組員のうち38名が死亡。生存者は「マルベラ (SS Mulbera)」に救助された。

## 仕様
- トン数：3,353 GRT
- 長さ：331 ft (100.89 m)
- 幅：47 ft 9 in (14.55 m)
- 深さ：23 ft 6 in (7.16 m)
- 機関：三段膨張式蒸気機関1基、出力387 hp (289 kW)